# الحصن (مرس)

تعديل مصدري - تعديل

الحصن محلة تابعة لقرية مرس، التابعة لعزلة رعين بمديرية يريم إحدى مديريات محافظة إب في الجمهورية اليمنية، بلغ تعداد سكانها 21 حسب تعداد اليمن لعام 2004.